# 1e Critics' Choice Television Awards
De eerste editie van de Critics' Choice Television Awards, waarbij prijzen werden uitgereikt door de Broadcast Television Journalists Association in verschillende categorieën voor de beste Amerikaanse televisieprogramma's die werden uitgezonden tussen 1 juni 2010 en 31 mei 2011, vond plaats op 20 juni 2011 in het Beverly Hills Hotel in Beverly Hills. De ceremonie werd gepresenteerd door Cat Deeley.

## Winnaars en nominaties - televisieprogramma's
(De winnaars staan bovenaan in vet lettertype.)

#### Dramaserie
- Mad Men
  - Boardwalk Empire
  - Dexter
  - Friday Night Lights
  - Fringe
  - Game of Thrones
  - The Good Wife
  - Justified
  - The Killing
  - The Walking Dead

#### Komische serie
- Modern Family
  - Archer
  - The Big Bang Theory
  - Community
  - Glee
  - Louie
  - The Middle
  - The Office
  - Parks and Recreation
  - 30 Rock

#### Reality competitie
- Hoarders
- The Real Housewives of Beverly Hills
  - Extreme Makeover: Home Edition
  - Sister Wives
  - Undercover Boss

#### Reality
- American Idol
  - The Amazing Race
  - Dancing with the Stars
  - Project Runway
  - RuPaul's Drag Race
  - Top Chef

#### Talkshow
- The Daily Show
  - Chelsea Lately
  - The Ellen DeGeneres Show
  - Jimmy Kimmel Live!
  - The Oprah Winfrey Show

## Winnaars en nominaties - acteurs

### Hoofdrollen

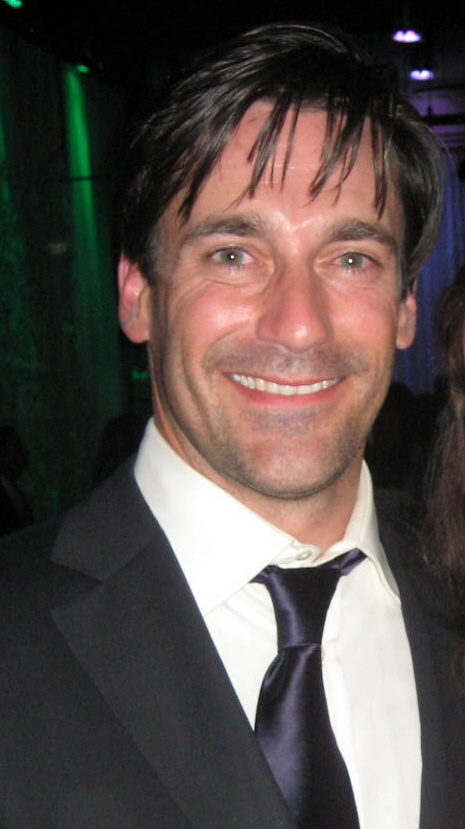
Jon Hamm (Mad Men), winnaar mannelijke hoofdrol in een dramaserie

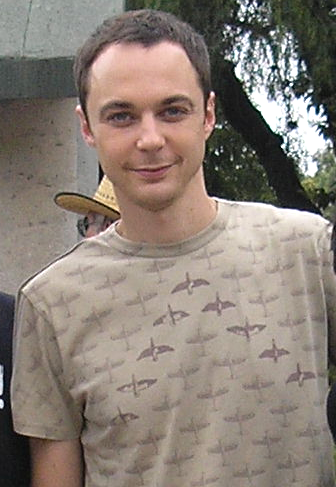
Jim Parsons (The Big Bang Theory), winnaar mannelijke hoofdrol in een komische serie

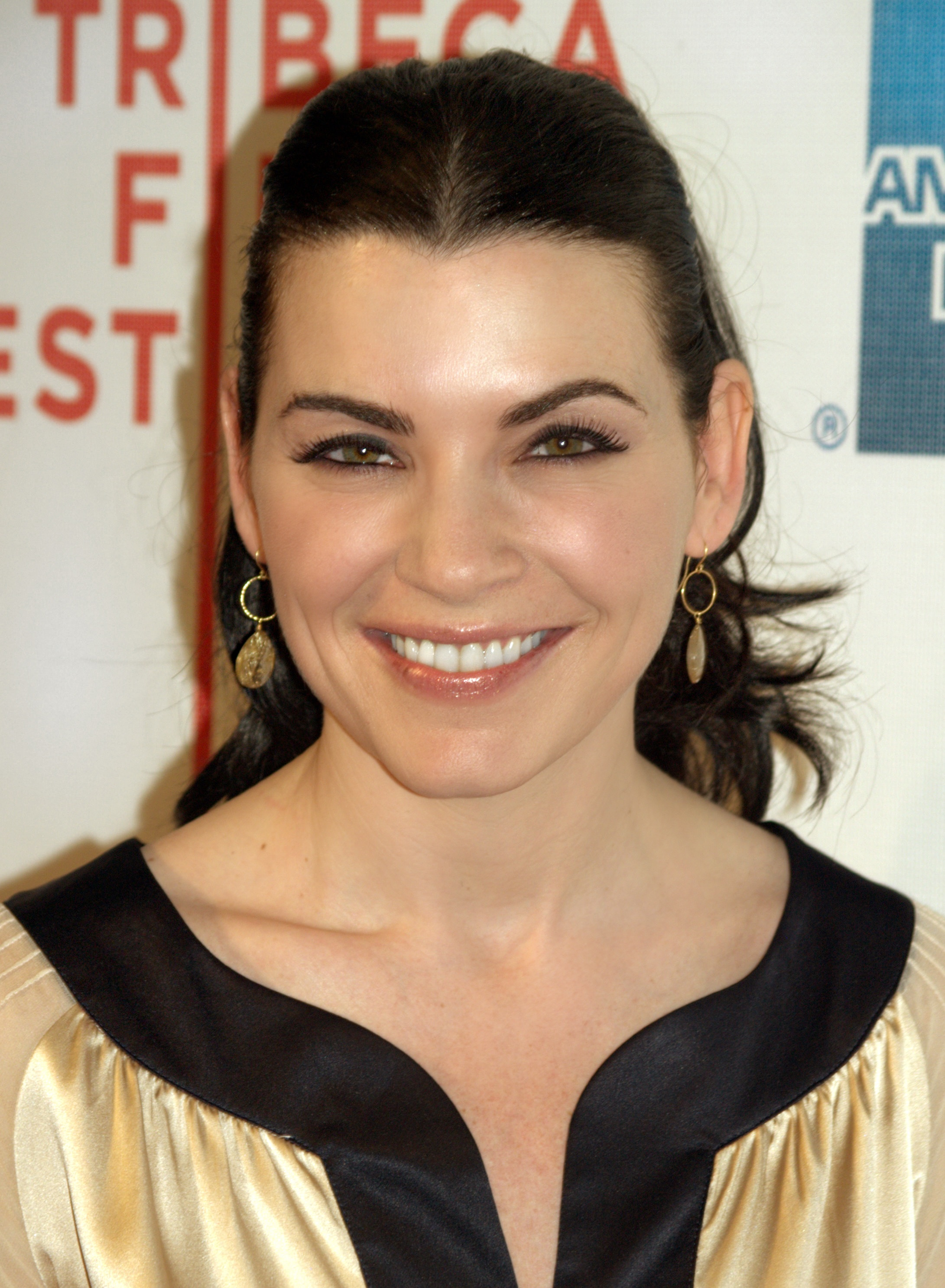
Julianna Margulies (The Good Wife), winnaar vrouwelijke hoofdrol in een dramaserie

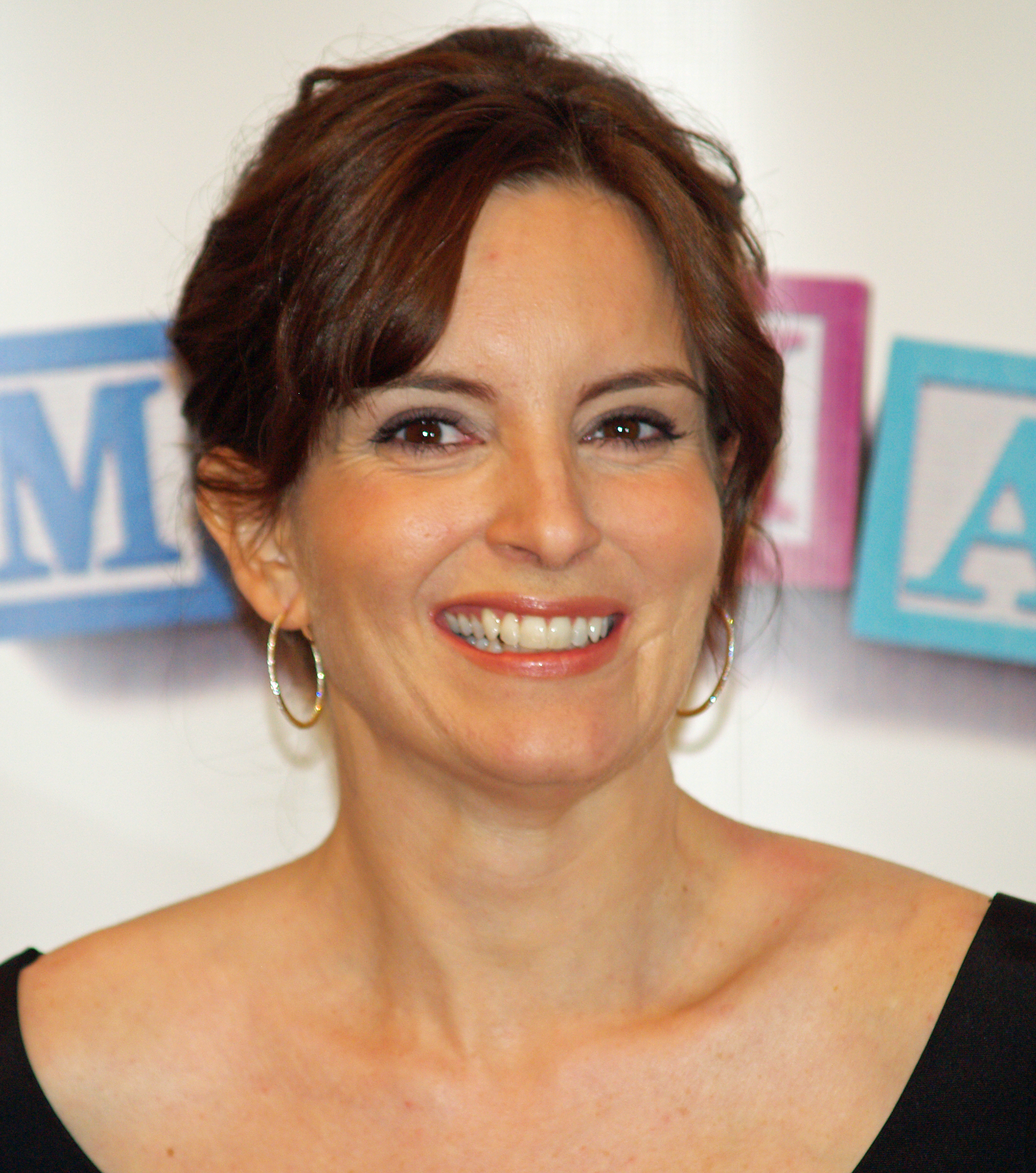
Tina Fey (30 Rock), winnaar vrouwelijke hoofdrol in een komische serie

#### Mannelijke hoofdrol in een dramaserie
- Jon Hamm als Don Draper – Mad Men
  - Steve Buscemi als Nucky Thompson – Boardwalk Empire
  - Kyle Chandler als Eric Taylor – Friday Night Lights
  - Michael C. Hall als Dexter Morgan – Dexter
  - William H. Macy als Frank Gallagher – Shameless
  - Timothy Olyphant als Raylan Givens – Justified

#### Mannelijke hoofdrol in een komische serie
- Jim Parsons als Sheldon Cooper – The Big Bang Theory
  - Alec Baldwin als Jack Donaghy – 30 Rock
  - Steve Carell als Michael Scott – The Office
  - Louis C.K.  als Louie – Louie
  - Charlie Day als Charlie Kelly – It's Always Sunny in Philadelphia
  - Joel McHale als Jeff Winger – Community

#### Vrouwelijke hoofdrol in een dramaserie
- Julianna Margulies als Alicia Florrick – The Good Wife
  - Connie Britton als Tami Taylor  – Friday Night Lights
  - Mireille Enos als Sarah Linden – The Killing
  - Elisabeth Moss als Peggy Olson – Mad Men
  - Katey Sagal als Gemma Teller Morrow – Sons of Anarchy
  - Anna Torv als Olivia Dunham – Fringe

#### Vrouwelijke hoofdrol in een komische serie
- Tina Fey als Liz Lemon – 30 Rock
  - Courteney Cox als Jules Cobb – Cougar Town
  - Edie Falco als Jackie Peyton – Nurse Jackie
  - Patricia Heaton als Frankie Heck – The Middle
  - Martha Plimpton als Virginia Chance – Raising Hope
  - Amy Poehler als Leslie Knope – Parks and Recreation

### Bijrollen

#### Mannelijke bijrol in een dramaserie
- John Noble als Walter Bishop – Fringe
  - Alan Cumming als Eli Gold – The Good Wife
  - Walton Goggins als Boyd Crowder – Justified
  - Shawn Hatosy als Dan Sullivan – Southland
  - Michael Pitt als Jimmy Darmody – Boardwalk Empire
  - John Slattery als Roger Sterling – Mad Men

#### Mannelijke bijrol in een komische serie
- Neil Patrick Harris als Barney Stinson – How I Met Your Mother
  - Ty Burrell als Phil Dunphy – Modern Family
  - Nick Offerman als Ron Swanson – Parks and Recreation
  - Ed O'Neill als Jay Pritchett – Modern Family
  - Danny Pudi als Abed Nadir – Community
  - Eric Stonestreet als Cameron Tucker – Modern Family

#### Vrouwelijke bijrol in een dramaserie
- Christina Hendricks als Joan Harris – Mad Men
- Margo Martindale als Mags Bennett – Justified
  - Michelle Forbes als Mitch Larsen – The Killing
  - Kelly Macdonald als Margaret Schroeder – Boardwalk Empire
  - Archie Panjabi als Kalinda Sharma – The Good Wife
  - Chloë Sevigny als Nicki Grant – Big Love

#### Vrouwelijke bijrol in een komische serie
- Busy Philipps als Laurie Keller – Cougar Town
  - Julie Bowen als Claire Dunphy – Modern Family
  - Jane Krakowski als Jenna Maroney – 30 Rock
  - Jane Lynch als Sue Sylvester – Glee
  - Eden Sher als Sue Heck – The Middle
  - Sofía Vergara als Gloria Delgado-Pritchett – Modern Family